# София от Мекленбург (1481 – 1503)
София от Мекленбург (на немски: Sophie, Herzogin zu Mecklenburg, Sophia; * 18 декември 1481; † 12 юли 1503, Торгау) е херцогиня от Мекленбург и чрез женитба херцогиня на Саксония.

## Живот
Дъщеря е на херцог Магнус II от Мекленбург и съпругата му София Померанска (1460 – 1504), дъщеря на херцог Ерих II от Померания-Волгаст († 1474).
София се омъжва на 1 март 1500 г. за Йохан Твърди (1468 – 1532), херцог от 1486 г. Двамата имат един син Йохан Фридрих I (1503 – 1554), курфюрст и херцог на Саксония. Малко след раждането на нейния син София умира на 12 юли 1503 г. Погребана е в църквата „Св. Мария“ в Торгау. Нейният съпруг Йохан и брат му Фридрих III подаряват олтар в нейна памет осветен на 19 юли 1505 г. Картините са нарисувани от Лукас Кранах Стари.